# Bjørn Kjellemyr
Bjørn Kjellemyr (* 4. Dezember 1950 in Bamble; † 9. August 2025) war ein norwegischer Jazzbassist (Kontrabass, E-Bass).

## Leben und Wirken
Kjellemyr spielte in der Band von Guttorm Guttormsen, bevor er von 1974 bis 1978 an der Norwegischen Musikhochschule in Oslo studierte. Ab 1980 war er Mitglied verschiedener Gruppen von Jon Eberson. Von 1982 bis 1985 gehörte er zum Frode Alnæs/Nils-Petter-Molvær-Quartett, trat aber auch mit L. Subramaniam (1982), Warne Marsh (1983) oder Chet Baker (1983) auf. Anschließend spielte er mit Sidsel Endresen und von 1984 bis 1991 mit Terje Rypdal, mit dem er auch verschiedene Alben („Chaser“, „The Singles Collection“, „Vossabrygg“, „If Mountains Could Sing“) einspielte. Seit 1987 gehörte er auch zum Quartett von Morten Halle und Jon Eberson, mit dem er vier Alben einspielte. 1997 war er auch an Bugge Wesseltofts wichtigem Album „New Conceptions of Jazz“ beteiligt. Mit der Sängerin Berit Opheim und Nils Økland hat er die Gruppe BNB gegründet. In den letzten Jahren war er auch mit Rolf Lislevands Projekt „Nuove Musiche“ und mit Ketil Bjørnstad auf Tournee, mit dem er zwei Alben einspielte.
Kjellemyr spielte Bass im Ensemble von Geir Lysne (Album „The Grieg Code“). Weiterhin nahm er mit Sigvart Dagsland und Jan Gunnar Hoff auf. Er war an der Norwegischen Musikhochschule als Bassdozent tätig.

## Preise und Auszeichnungen
Die Vereinigung norwegischer Jazzmusiker zeichnete Kjellemyr 1990 als „Jazzmusiker des Jahres“ aus; vom norwegischen Jazzforum erhielt er 1994 den „Buddyprisen“.